# Huayang Jiao
Huayang Jiao (chinesisch 华阳礁, Pinyin Huáyáng Jiāo oder auch Cuarteron Reef; vietnamesisch: đá Châu Viên; philippinisch Calderon Reef) ist ein Riff am östlichen Ende der Kette der vier London Reefs (Yinqing Qunjiao, chinesisch 尹庆群礁) der Nansha-Inseln im Südchinesischen Meer, das seit 1988 von der Volksrepublik China kontrolliert wird. Huayang Jiao wird von der Volksrepublik China als Teil der Stadt Sansha seiner Provinz Hainan verwaltet, die Philippinen, Vietnam und die Republik China erheben im Rahmen der Territorialkonflikte im Südchinesischen Meer Anspruch auf die Insel.
Huayang Jiao ist in ost-westlicher Richtung 5,4 km lang und maximal 1,4 km breit. Außer ein paar Felsen im Norden, die bei Flut 1,2 bis 1,5 m aus dem Wasser ragen, fällt das Atoll nur bei Ebbe trocken. Im März 2014 begannen umfangreiche Landgewinnungsmaßnahmen. Inzwischen ist eine Insel mit einer Fläche von etwa 0,25 km² aufgeschüttet worden, die damit – nach Yongshu Jiao – die zweitgrößte der von der VR China kontrollierten Nansha-Inseln ist.
Es gibt Kai-Anlagen sowie einige Aufbauten (Pfahlbauten) der chinesischen Marine, die ständig besetzt und mit Luftabwehrgeschützen und Artillerie bewaffnet sind. Darüber hinaus gibt es umfangreiche Suchradar- und Funkanlagen.